# 여로보암 2세
여로보암 2세(재위 기원전 790년경-750년경)는 분열 이스라엘 왕국의 13대 왕으로 구약성경 열왕기하에서는 그도 어느 이스라엘 왕과 다른 바 없이 죄악을 저질렀다고 기록한다.
전왕 여호아스의 아들로 왕위에 올라 큰 죄악들을 저질렀다. 그의 재위기 동안의 업적은 하맛 어귀에서 아라바 바다까지의 영토를 되찾은 것뿐이었다.
| 전임 요아스 | 북이스라엘의 왕 | 후임 스가랴 |